# Scenopinus mirabilis
Scenopinus mirabilis är en tvåvingeart som beskrevs av Adams 1904. Scenopinus mirabilis ingår i släktet Scenopinus och familjen fönsterflugor. Inga underarter finns listade i Catalogue of Life.